# Claes Tholin
Claes Emil Tholin, född 22 oktober 1860 i Södra Säms socken i dåvarande Älvsborgs län, död 27 juni 1927 i Stockholm, var en svensk skräddare och politiker. Tholin var Sveriges socialdemokratiska arbetarepartis första partiledare åren 1896–1907, efter att man 1889–1896 haft kollektivt ledarskap.
Tholin är tillsammans med Mona Sahlin och Håkan Juholt de hittills enda socialdemokratiska partiledare som lämnat uppdraget som partiledare utan att ha varit Sveriges statsminister.

## Biografi
Tholin fick vid tio års ålder lära sig skräddaryrket. År 1880 begav han sig till Köpenhamn, där han kom att vistas fram till 1890. Där fick för första gången höra talas om socialismen och fackföreningar. Han blev medlem i skräddarnas fackförening och i danska arbetarpartiets ungdomsförening, den så kallade Karl Marx-klubben. Efter att i tio år ha verkat i styrelsen för fackföreningen återvände Tholin till Sverige. Väl i Sverige fortsatte han med sitt fackliga engagemang. Tholin satt i Svenska skrädderiförbundets styrelse 1891 och från 1900 till 1904. År 1896 utsågs han av Sveriges socialdemokratiska arbetarepartis verkställande utskott, på förslag av Hjalmar Branting, till partiledare.
I kampen för rösträtten genomfördes 1902 en storstrejk. Tholin tillhörde då, tillsammans med Branting, August Palm, Carl Gustaf Wickman, Herman Lindqvist och Anders Sjöstedt, strejkutskottet.
Han var från 1892 gift med Matilda, född Bryle (1858–1950). Makarna är begravda på Solna kyrkogård.